# Jiri (Nepal)
Jiri (Nepali जिरी Jirī) ist eine Stadt (Munizipalität) im nepalesischen Himalaya im Distrikt Dolakha.

## Geschichte
Das Dorf Jiri, das später Namensgeber und Bestandteil der Munizipalität wurde, wurde im Bürgerkrieg von der nepalesischen Armee bewacht. Das bedeutete, dass Namen und Reisepassnummern bei Erreichen des Dorfes in ein Buch einzutragen waren. Ab hier, auf dem Weg in die Berge, war das Gebiet unter Kontrolle der Maoisten. Da diese erklärtermaßen keine Touristen attackierten, war außer einem eventuellen Wegzoll nichts zu befürchten.
Die Stadt entstand Ende 2014 durch Zusammenlegung der Village Development Committees (VDCs) Jiri, Mali und Thulopatal. Das Stadtgebiet umfasst 211,27 km².

## Geographie
Der Ort liegt auf einer Höhe von etwa 2000 m am Hang eines Berges. 

## Einwohner
Bei der Volkszählung 2011 hatten die VDCs, aus welchen die Stadt Jiri entstand, 15.515 Einwohner (davon 6307 männlich) in 3414 Haushalten.